# Takehiro Ohno
Takehiro Ohno (en japonés: 大野剛浩) (Tomakomai, Hokkaido, 3 de junio de 1967) es un nutricionista, conferencista, presentador, empresario y cocinero japonés-argentino.

## Biografía
Nacido en Tomakomai, isla de Hokkaido, es tataranieto de tradicionales samuráis japoneses. Estudió Licenciatura en Nutrición, en la Universidad en Nutrición en Japón, luego estudió cocina japonesa y española. Vivió en España. Tuvo su propio restaurante “OHNO Obsoleto Bistró” en Buenos Aires.
Es conocido por tener tres años consecutivos en televisión el ciclo “Ohno”, en canal Gourmet. También dicta conferencias y clases magistrales de cocina por el mundo.
Ohno tiene nacionalidad japonesa y argentina.
Ohno es simpatizante de la Real Sociedad de España tras haber residido en el País Vasco durante varios años y de Boca Juniors en Argentina.[cita requerida]
Tiene dos hijos Maiuko y Gingo Ohno.

## Televisión
Ohno ha sido colaborador e invitado en los ciclos Fusión cúbica, Narda en Japón y 4 chefs, 4 ingredientes. Fue presentador de los programas:
- Ohno
- O3. Oriente, Occidente, Ohno.
- Gourmet Responde (Temporada 2)
- Desde el jardín. Ohno.
- Ohno en Japón
- Okashi. Dulces. Ohno.
- Ohno cotidiano
- Ohno Express (2016)